# 西川本線料金所
西川本線料金所（にしかわほんせんりょうきんじょ）は、山形県西村山郡西川町の山形自動車道本線に設けられている本線料金所。本線上での名称は西川料金所と表示している。
1999年（平成11年）10月29日の西川IC-月山IC間の開通と同時に設置された。月山ICで行う通行券発券・料金収受をここで行っている。

## 料金所
ブース数：4

### 山形・村田方面
- ブース数：2
  - ETC専用（時間帯によってはETC/一般）：1
  - 一般：1

一般用には、「通行券」が発行される。

### 月山・酒田方面
- ブース数：2
  - ETC専用（時間帯によってはETC/一般）：1
  - 一般：1

※下り線の混雑状況によっては、上り線の1ブースを一時的に下り線に転用することがある。

## 隣
E48 山形自動車道
(7)寒河江IC - (7-1)寒河江SA/スマートIC/BS - (8)西川IC/BS - 西川TB - 月山湖PA - (9)月山IC